# Karl Speichler
Karl Speichler bzw. Karl Speigler (1. November 1838 in Konstanz – 17. Oktober 1889 in Karlsruhe) war ein deutscher Opernsänger (Bass).

## Leben
Speichler begann seine Karriere 1854 am Karlsruher Hoftheater als Chorsänger. Später, ab 1864 bis zu seinem Tod, war er erneut in Karlsruhe tätig. Dazwischen sang er von 1872 bis 1873 in den USA.
„Sarastro“, „Leporello“, „Marcell“, „Osmin“, „van Bett“, „Mephisto“ und „Falstaff“ waren einige seiner herausragenden Leistungen. Er war der Entdecker der Stimme des Opernsängers Hans Wuzél (1865–1940).